# Toucan tocard
Ramphastos ambiguus
Espèce
Statut de conservation UICN

 NT  : Quasi menacé
Le Toucan tocard (Ramphastos ambiguus) est une espèce d'oiseau appartenant à la famille des Ramphastidae.

## Description
Cet oiseau mesure 53 à 56 cm pour une masse de 620 à 740 g.
Grand toucan noir. Les plumes de la couronne et du haut du dos ont des pointes marron, les sous-caudales sont rouges, le croupion est blanc crème, et la gorge et la poitrine sont jaunes. Bec large, avec une ligne noire autour de la base et jaune sur le haut, s’élargissant distinctement. Le bec de la femelle est plus court et plus volumineux. L'immature a des contrastes de couleurs moins prononcés que les individus adultes.

## Habitat
Cette espèce se trouve dans une large gamme d’habitats comprenant les forêts primaires à basse altitude, les forêts secondaires, les clairières, les marécages et les plantations. Il se trouve généralement au-dessus de 1000 m, descendant à 400 m au Venezuela.

## Répartition
Le toucan tocard présente trois sous-espèces en Amérique centrale et en Amérique du Sud. La sous-espèce swainsonii traverse l’Amérique centrale depuis le sud-est du Honduras et le Nicaragua. Au Costa Rica, cette sous-espèce se trouve dans le parc national de Corcovado et le parc national de Braulio Carrillo. Son aire de répartition s’étend à travers le Panama et l’ouest de la Colombie, où elle est limitée à l’est par la vallée du Cauca ayant disparu de la vallée de la Magdalena. Elle se poursuit à l’ouest des Andes jusqu’à El Oro, au sud-ouest de l’Équateur. Là bas, il est apparemment rare et a connu un déclin marqué, bien qu’une population importante persiste à Esmeraldas. La sous-espèce abbrevianus est présente dans le nord-est de la Colombie et le nord du Venezuela, peut-être de façon isolée. Il est rare et local dans cette dernière localité, avec la plupart des mentions de la Sierra de Perijá et des Andes. La sous-espèce nominale ambiguus se trouve à l’est des Andes, du sud-ouest de la Colombie jusqu’à l’est de l’Équateur, où elle est rare. Il est également rare au Pérou, où sa distribution atteint Junín.

## Evolution de la population
La population globale n'a pas été quantifiée mais elle est tout de même décrite comme "assez commune".
On soupçonne que cette espèce a perdu de 40,6 à 40,7 % de son habitat  dans son aire de répartition dans le bassin amazonien sur trois générations (35 ans) à partir de 2002, selon un modèle de déforestation amazonienne. On soupçonne que les populations d’Amérique centrale connaissent un déclin lent à modéré, de sorte que, dans l’ensemble, on soupçonne que l’espèce connaîtra un déclin modérément rapide de 25 à 29 % sur trois générations à compter de 2002.

## Sous-espèces
Cet oiseau est représenté par 3 sous-espèces :
- Ramphastos ambiguus abbreviatus;
- Ramphastos ambiguus ambiguus;
- Ramphastos ambiguus swainsonii.